# Lista capitalelor lumii
Această listă a capitalelor conține toate capitale naționale în ordine alfabetică. Conține toate capitalele țărilor independente, regiunilor disputate și teritoriilor dependente.
| Capitală                                                                   | Țară                                            | |
| -------------------------------------------------------------------------- | ----------------------------------------------- | --- |
| Abu Dhabi                                                                  | Emiratele Arabe Unite                           | |
| Abuja                                                                      | Nigeria                                         | |
| Accra                                                                      | Ghana                                           | |
| Adamstown                                                                  | Insulele Pitcairn                               | Teritoriu britanic de peste mări |
| Addis Abeba                                                                | Etiopia                                         | |
| Alger                                                                      | Algeria                                         | |
| Alofi                                                                      | Niue                                            | Teritoriu autonom în liberă asociere cu Noua Zeelandă |
| Amman                                                                      | Iordania                                        | |
| Amsterdam (oficială) Haga (de facto)                                       | Țările de Jos                                   | În Constituția Olandei Amsterdam este numit „capitală”. Statul General, Cabinetul, Curtea Supremă și Consiliul de Stat sunt situate în Haga.                                                                                                 |
| Andorra la Vella                                                           | Andorra                                         | |
| Ankara                                                                     | Turcia                                          | |
| Antananarivo                                                               | Madagascar                                      | |
| Apia                                                                       | Samoa                                           | |
| Asmara                                                                     | Eritreea                                        | |
| Astana                                                                     | Kazahstan                                       | |
| Asunción                                                                   | Paraguay                                        | |
| Așgabat                                                                    | Turkmenistan                                    | |
| Atena                                                                      | Grecia                                          | |
| Avarua                                                                     | Insulele Cook                                   | Teritoriu autonom în liberă asociere cu Noua Zeelandă |
| Bagdad                                                                     | Irak                                            | |
| Baku                                                                       | Azerbaidjan                                     | |
| Bamako                                                                     | Mali                                            | |
| Bandar Seri Begawan                                                        | Brunei                                          | |
| Bangkok                                                                    | Thailanda                                       | |
| Bangui                                                                     | Republica Centrafricană                         | |
| Banjul                                                                     | Gambia                                          | |
| Basseterre                                                                 | Sfântul Cristofor și Nevis                      | |
| Beijing                                                                    | China                                           | |
| Beirut                                                                     | Liban                                           | |
| Belgrad                                                                    | Serbia                                          | |
| Belmopan                                                                   | Belize                                          | |
| Berlin                                                                     | Germania                                        | |
| Berna                                                                      | Elveția                                         | Capitală de facto |
| Bissau                                                                     | Guineea-Bissau                                  | |
| Bișkek                                                                     | Kirghizstan                                     | |
| Bogotá                                                                     | Columbia                                        | |
| Brasília                                                                   | Brazilia                                        | |
| Bratislava                                                                 | Slovacia                                        | |
| Brazzaville                                                                | Republica Congo                                 | |
| Bridgetown                                                                 | Barbados                                        | |
| Bruxelles                                                                  | Belgia                                          | |
| București                                                                  | România                                         | |
| Budapesta                                                                  | Ungaria                                         | |
| Buenos Aires                                                               | Argentina                                       | |
| Cairo                                                                      | Egipt                                           | |
| Canberra                                                                   | Australia                                       | |
| Cantonamentul Episkopi                                                     | Akrotiri și Dhekelia                            | Teritoriu britanic de peste mări |
| Caracas                                                                    | Venezuela                                       | |
| Castries                                                                   | Sfânta Lucia                                    | |
| Charlotte Amalie                                                           | Insulele Virgine Americane                      | Teritoriu al Statelor Unite |
| Chișinău                                                                   | Republica Moldova                               | |
| Ciudad de Guatemala                                                        | Guatemala                                       | |
| Ciudad de México                                                           | Mexic                                           | |
| Ciudad de Panamá                                                           | Panama                                          | |
| Cockburn Town                                                              | Insulele Turks și Caicos                        | Teritoriu britanic de peste mări |
| Conakry                                                                    | Guineea                                         | |
| Copenhaga                                                                  | Danemarca                                       | |
| Dakar                                                                      | Senegal                                         | |
| Damasc                                                                     | Siria                                           | |
| Dhaka                                                                      | Bangladesh                                      | |
| Dili                                                                       | Timorul de Est                                  | |
| Djibouti                                                                   | Djibouti                                        | |
| Dodoma (legislativă) Dar es Salaam (administrativă)                        | Tanzania                                        | Dodoma a fost desemnat capitala națională în 1996 și este locul de întâlnire al Adunării Naționale. Dar es Salaam rămâne capitala de facto și sediul executivului și al reprezentanței diplomatice.                                          |
| Doha                                                                       | Qatar                                           | |
| Douglas                                                                    | Insula Man                                      | Dependență a Coroanei Britanice |
| Dușanbe                                                                    | Tadjikistan                                     | |
| Edinburgh of the Seven Seas                                                | Tristan da Cunha                                | Parte a teritoriului britanic de peste mări Sfânta Elena, Ascension și Tristan da Cunha |
| El Aaiún (declarată) Tifariti (de facto)                                   | Republica Saharawi                              | Republica Saharawi, recunoscută de 82 de state, revendică Sahara Occidentală controlată în proporție de 75% de Maroc. El Aaiún este situat în teritoriul controlat de Maroc. Astfel, Tifariti este capitala temporară a Republicii Saharawi. |
| Erevan                                                                     | Armenia                                         | |
| Flying Fish Cove                                                           | Insula Crăciunului                              | Teritoriu al Australiei |
| Freetown                                                                   | Sierra Leone                                    | |
| Funafuti                                                                   | Tuvalu                                          | |
| Gaborone                                                                   | Botswana                                        | |
| George Town                                                                | Insulele Cayman                                 | Teritoriu britanic de peste mări |
| Georgetown                                                                 | Insula Ascension                                | Parte a teritoriului britanic de peste mări Sfânta Elena, Ascension și Tristan da Cunha |
| Georgetown                                                                 | Guyana                                          | |
| Gibraltar                                                                  | Gibraltar                                       | Teritoriu britanic de peste mări |
| Gitega                                                                     | Burundi                                         | Bujumbura a fost capitala între 1962 și 2018. |
| Gustavia                                                                   | Saint-Barthélemy                                | Colectivitate franceză de peste mări |
| Hagåtña                                                                    | Guam                                            | Teritoriu al Statelor Unite |
| Hamilton                                                                   | Insulele Bermude                                | Teritoriu britanic de peste mări |
| Hanga Roa                                                                  | Insula Paștelui                                 | Teritoriu special al Chileului |
| Hanoi                                                                      | Vietnam                                         | |
| Harare                                                                     | Zimbabwe                                        | |
| Hargeisa                                                                   | Somaliland                                      | Teritoriu nerecunoscut, de jure regiune autonomă a Somaliei |
| Havana                                                                     | Cuba                                            | |
| Helsinki                                                                   | Finlanda                                        | |
| Honiara                                                                    | Insulele Solomon                                | |
| Ierusalim                                                                  | Israel                                          | |
| Islamabad                                                                  | Pakistan                                        | |
| Nusantara                                                                  | Indonezia                                       | |
| Jamestown                                                                  | Sfânta Elena                                    | Parte a teritoriului britanic de peste mări Sfânta Elena, Ascension și Tristan da Cunha |
| Juba                                                                       | Sudanul de Sud                                  | |
| Kabul                                                                      | Afganistan                                      | |
| Kampala                                                                    | Uganda                                          | |
| Kathmandu                                                                  | Nepal                                           | |
| Khartoum                                                                   | Sudan                                           | |
| Kiev                                                                       | Ucraina                                         | |
| Kigali                                                                     | Rwanda                                          | |
| King Edward Point                                                          | Georgia de Sud și Insulele Sandwich de Sud      | Teritoriu britanic de peste mări |
| Kingston                                                                   | Jamaica                                         | |
| Kingston                                                                   | Insula Norfolk                                  | Teritoriu al Australiei |
| Kingstown                                                                  | Sfântul Vincențiu și Grenadinele                | |
| Kinshasa                                                                   | Republica Democrată Congo                       | |
| Kuala Lumpur (oficială) Putrajaya (administrativă)                         | Malaezia                                        | |
| Kuweit                                                                     | Kuweit                                          | |
| Libreville                                                                 | Gabon                                           | |
| Lilongwe                                                                   | Malawi                                          | |
| Lima                                                                       | Peru                                            | Potrivit Constituției Perului, Cuzco este capitala istorică, o denumire pur simbolică. |
| Lisabona                                                                   | Portugalia                                      | |
| Ljubljana                                                                  | Slovenia                                        | |
| Lomé                                                                       | Togo                                            | |
| Londra                                                                     | Regatul Unit                                    | |
| Luanda                                                                     | Angola                                          | |
| Lusaka                                                                     | Zambia                                          | |
| Luxemburg                                                                  | Luxemburg                                       | |
| Madrid                                                                     | Spania                                          | |
| Majuro                                                                     | Insulele Marshall                               | Teritoriu autonom în liberă asociere cu Statele Unite |
| Malabo                                                                     | Guineea Ecuatorială                             | |
| Malé                                                                       | Maldive                                         | |
| Managua                                                                    | Nicaragua                                       | |
| Manama                                                                     | Bahrain                                         | |
| Manila                                                                     | Filipine                                        | |
| Maputo                                                                     | Mozambic                                        | |
| Marigot                                                                    | Saint-Martin                                    | Colectivitate franceză de peste mări |
| Maseru                                                                     | Lesotho                                         | |
| Mata-Utu                                                                   | Wallis și Futuna                                | Colectivitate franceză de peste mări |
| Mbabane (administrativă) Lobamba (legislativă)                             | Eswatini                                        | |
| Minsk                                                                      | Belarus                                         | |
| Mogadishu                                                                  | Somalia                                         | |
| Monaco                                                                     | Monaco                                          | Oraș-stat |
| Monrovia                                                                   | Liberia                                         | |
| Montevideo                                                                 | Uruguay                                         | |
| Moroni                                                                     | Comore                                          | |
| Moscova                                                                    | Rusia                                           | |
| Muscat                                                                     | Oman                                            | |
| Nairobi                                                                    | Kenya                                           | |
| Nassau                                                                     | Bahamas                                         | |
| Naypyidaw                                                                  | Myanmar                                         | Yangon a fost capitala între 1948 și 2005. |
| N'Djamena                                                                  | Ciad                                            | |
| New Delhi                                                                  | India                                           | |
| Ngerulmud                                                                  | Palau                                           | Teritoriu autonom în liberă asociere cu Statele Unite. Koror a fost capitala până în 2006. |
| Niamey                                                                     | Niger                                           | |
| Nicosia (disputată)                                                        | Cipru (de facto) · Ciprul de Nord (revendicată) | Ciprul de Nord, teritoriu recunoscut doar de Turcia, revendică Nicosia de Nord drept capitală. |
| Nouakchott                                                                 | Mauritania                                      | |
| Nouméa                                                                     | Noua Caledonie                                  | Colectivitate franceză sui generis |
| Nukuʻalofa                                                                 | Tonga                                           | |
| Nuuk                                                                       | Groenlanda                                      | Teritoriu autonom în Regatul Danemarcei |
| Oranjestad                                                                 | Aruba                                           | Teritoriu autonom în Regatul Țărilor de Jos |
| Oslo                                                                       | Norvegia                                        | |
| Ottawa                                                                     | Canada                                          | |
| Ouagadougou                                                                | Burkina Faso                                    | |
| Pago Pago                                                                  | Samoa Americană                                 | Teritoriu al Statelor Unite |
| Palikir                                                                    | Micronezia                                      | Teritoriu autonom în liberă asociere cu Statele Unite |
| Papeete                                                                    | Polinezia Franceză                              | Colectivitate franceză de peste mări |
| Paramaribo                                                                 | Surinam                                         | |
| Paris                                                                      | Franța                                          | |
| Phenian                                                                    | Coreea de Nord                                  | |
| Philipsburg                                                                | Sint Maarten                                    | Teritoriu autonom în Regatul Țărilor de Jos |
| Phnom Penh                                                                 | Cambodgia                                       | |
| Plymouth (oficială) Brades (de facto)                                      | Montserrat                                      | Teritoriu britanic de peste mări. Plymouth a fost abandonat după erupția vulcanului Soufrière în 1997. Instituțiile guvernamentale au fost mutate de atunci în Brades.                                                                       |
| Podgorica (oficială)                                                       | Muntenegru                                      | |
| Port Louis                                                                 | Mauritius                                       | |
| Port Moresby                                                               | Papua Noua Guinee                               | |
| Port Vila                                                                  | Vanuatu                                         | |
| Port-au-Prince                                                             | Haiti                                           | |
| Port of Spain                                                              | Trinidad și Tobago                              | |
| Porto-Novo (constituțională) Cotonou (sediul guvernului)                   | Benin                                           | |
| Praga                                                                      | Cehia                                           | |
| Praia                                                                      | Capul Verde                                     | |
| Pretoria (administrativă) Cape Town (legislativă) Bloemfontein (judiciară) | Africa de Sud                                   | |
| Pristina                                                                   | Kosovo                                          | Teritoriu independent recunoscut de 112 state membre ale ONU și de Taiwan |
| Quito                                                                      | Ecuador                                         | |
| Rabat                                                                      | Maroc                                           | |
| Ramallah (de facto)                                                        | Palestina                                       | |
| Reykjavík                                                                  | Islanda                                         | |
| Riad                                                                       | Arabia Saudită                                  | |
| Riga                                                                       | Letonia                                         | |
| Road Town                                                                  | Insulele Virgine Britanice                      | Teritoriu britanic de peste mări |
| Roma                                                                       | Italia                                          | |
| Roseau                                                                     | Dominica                                        | |
| Saint Helier                                                               | Jersey                                          | Dependență a Coroanei Britanice |
| Saint Peter Port                                                           | Guernsey                                        | Dependență a Coroanei Britanice |
| Saint-Pierre                                                               | Saint-Pierre și Miquelon                        | Colectivitate franceză de peste mări |
| Saipan                                                                     | Insulele Mariane de Nord                        | Teritoriu al Statelor Unite |
| San José                                                                   | Costa Rica                                      | |
| San Juan                                                                   | Puerto Rico                                     | Teritoriu al Statelor Unite |
| San Marino                                                                 | San Marino                                      | |
| San Salvador                                                               | El Salvador                                     | |
| Sanaʽa (de jure) Aden (de facto)                                           | Yemen                                           | Sanaʽa este ocupat de rebelii Houthi din 2015. Astfel, Aden este capitala temporară a Yemenului. |
| Santiago (oficială)                                                        | Chile                                           | Congresul Național este situat în Valparaíso. |
| Santo Domingo                                                              | Republica Dominicană                            | |
| São Tomé                                                                   | São Tomé și Príncipe                            | |
| Sarajevo                                                                   | Bosnia și Herțegovina                           | |
| Seul                                                                       | Coreea de Sud                                   | |
| Singapore                                                                  | Singapore                                       | Oraș-stat |
| Skopje                                                                     | Macedonia de Nord                               | |
| Sofia                                                                      | Bulgaria                                        | |
| Sri Jayewardenepura Kotte (legislativă) Colombo (comercială)               | Sri Lanka                                       | |
| St. George's                                                               | Grenada                                         | |
| St. John's                                                                 | Antigua și Barbuda                              | |
| Stanley                                                                    | Insulele Falkland                               | Teritoriu britanic de peste mări |
| Stepanakert                                                                | Arțah                                           | Teritoriu nerecunoscut, de jure parte a Azerbaidjanului |
| Stockholm                                                                  | Suedia                                          | |
| Sucre (constituțională) La Paz (administrativă)                            | Bolivia                                         | |
| Suhumi                                                                     | Abhazia                                         | Teritoriu independent recunoscut de 4 state membre ale ONU |
| Suva                                                                       | Fiji                                            | |
| Taipei                                                                     | Taiwan                                          | Teritoriu independent recunoscut de 16 state membre ale ONU |
| Tallinn                                                                    | Estonia                                         | |
| Tarawa                                                                     | Kiribati                                        | |
| Tașkent                                                                    | Uzbekistan                                      | |
| Tbilisi                                                                    | Georgia                                         | |
| Tegucigalpa                                                                | Honduras                                        | |
| Teheran                                                                    | Iran                                            | |
| The Valley                                                                 | Anguilla                                        | Teritoriu britanic de peste mări |
| Thimphu                                                                    | Bhutan                                          | |
| Tirana                                                                     | Albania                                         | |
| Tiraspol                                                                   | Transnistria                                    | Teritoriu nerecunoscut, de jure unitate teritorială autonomă a Republicii Moldova |
| Tokyo                                                                      | Japonia                                         | |
| Tórshavn                                                                   | Insulele Feroe                                  | Teritoriu autonom în Regatul Danemarcei |
| Tripoli                                                                    | Libia                                           | |
| Tunis                                                                      | Tunisia                                         | |
| Țhinvali                                                                   | Osetia de Sud                                   | Teritoriu independent recunoscut de 4 state membre ale ONU |
| Ulaanbaatar                                                                | Mongolia                                        | |
| Vaduz                                                                      | Liechtenstein                                   | |
| Valletta                                                                   | Malta                                           | |
| Varșovia                                                                   | Polonia                                         | |
| Vatican                                                                    | Vatican                                         | Oraș-stat |
| Victoria                                                                   | Seychelles                                      | |
| Viena                                                                      | Austria                                         | |
| Vientiane                                                                  | Laos                                            | |
| Vilnius                                                                    | Lituania                                        | |
| Washington, D.C.                                                           | Statele Unite                                   | |
| Wellington                                                                 | Noua Zeelandă                                   | |
| West Island                                                                | Insulele Cocos                                  | Teritoriu al Australiei |
| Willemstad                                                                 | Curaçao                                         | Teritoriu autonom în Regatul Țărilor de Jos |
| Windhoek                                                                   | Namibia                                         | |
| Yamoussoukro (legislativă) Abidjan (administrativă)                        | Coasta de Fildeș                                | Deși Yamoussoukro este capitala oficială din 1983, Abidjan rămâne capitala administrativă, precum și capitala comercială desemnată oficial. Multe țări își au ambasadele în Abidjan.                                                         |
| Yaoundé                                                                    | Camerun                                         | |
| Yaren (de facto)                                                           | Nauru                                           | Țara nu are o capitală oficială. Totuși, instituțiile guvernamentale sunt situate în Yaren. |
| Zagreb                                                                     | Croația                                         | |